# Peter Mygind
Peter Mygind (født 28. august 1963 på Frederiksberg) er en dansk skuespiller, tv-vært, musiker, entertainer, foredragsholder og forfatter. Han er bl.a. kendt for figuren Score-Kaj fra børnefjernsyn, Andreas fra dr1 tv-serien Taxa, Nikolaj Bergstrøm i dramaserien Nikolaj og Julie, chefredaktør Michael Laugesen i Borgen og Dan Sommerdahl i TV 2's serie Sommerdahl. Derudover har han spillet onkel Erik i 3. generation af film-serien Min søsters børn.

## Karriere
I årene 1988 til 1992 blev han uddannet på Statens Teaterskole, og han blev kendt som den komiske skuespiller på tv og havde i 1995 succes med figuren Score-Kaj i programmet TV 10, der med catchphrasen "De tre s’er: charme, selvtillid og lækkert hår" blev landskendt.
Siden har han medvirket i et utal af spillefilm og teaterstykker blandt andet på Det Danske Teater, Rialto Teatret, Betty Nansen Teatret og Det Kongelige Teater. Ligeledes har han medvirket i populære tv-serier som Riget, TAXA, Borgen, Nikolaj og Julie og Anna Pihl.
I 2005 var Mygind programleder for Melodi Grand Prix-quizzen Boom Boom. Samme år deltog han også i anden sæson af Vild med dans, hvor han dansede sammen med den professionelle danser Mie Moltke. Parret endte på en samlet syvendeplads.
Han er speaker på realityprogrammet 4-stjerners Middag på Kanal 5, der er blevet sendt siden 2010.
I 2010 medvirkede Mygind i den første af en ny generation af film-serien Min søsters børn, der fik titlen Min søsters børn vælter Nordjylland. Han gentog sin rolle i de to efterfølgende film; Min søsters børn - alene hjemme (2012) og Min søsters børn i Afrika (2013).
I 2011 var han vært ved MGP.
Mygind har deltaget i flere kampagner for social ansvarlighed, og holder desuden foredrag om vold og mobning, blandt andet på baggrund af, at hans søn to gange er blevet overfaldet umotiveret. I foråret 2013 kørte programmet Myginds mission, hvor han arbejdede som vikar på Hyltebjerg Skole i Vanløse og ville forsøge at komme mobning til livs. Han udgav efterfølgende en bog med samme titel.
Ligeledes har han igennem flere år været ambassadør for Børns Vilkår og så arbejder han også for at skabe øget fokus på børns rettigheder og opmærksomhed omkring BørneTelefonen.

## Hæder
I 2009 modtog han Årets Danske Mandlige birolle ved Zulu Awards for sin rolle i Flammen og Citronen.
Sammen med sin mor, Jytte Abildstrøm, modtog han Pråsprisen i 2017.

## Privatliv
Mygind er søn af direktør og forretningsmand i plastindustrien Søren Mygind og skuespillerinden og teaterdirektøren Jytte Abildstrøm. Som 13-årig kom han i fem år på en kostskole i Schweiz. Efter en tresproglig handelseksamen arbejdede han i fem år hos sin mors teatertrup på Riddersalen.
En af Peter Myginds tipoldefædre på fædrene side er Theodor Mygind, som byggede Danmarks første automobil. Mygind er desuden i familie med – men ikke direkte efterkommer af – handelsmanden og fredsmægleren på Bali, Mads Lange. Dette kom frem i DR programserien Ved du hvem du er? i 2010.
Peter Myginds oldefader på mødrene side (hans moder Jytte Abildstrøms farfader) var tysk jøde – og familien levede under besættelsen i frygt for, at tyskerne skulle opdage deres etniske jødiske afstamning.
Peter Mygind blev den 10. august 1996 gift med tv-journalist, cand.mag. og projektleder Lise Mühlhausen. Parret har to børn sammen og er bosiddende i Charlottenlund.

### Sygdom
Den 23. februar 2011 fik Mygind voldsomme smerter i venstre ben, dette skete i ankomsten i Københavns Lufthavn efter en ferie i Thailand. I første omgang troede Mygind der var tale om en fibersprængning, men dagen efter opsøgte han sin læge og blev ultralydsscannet på skadestuen. Lægerne fandt i den forbindelse frem til blodproppen i venstre ben, der var opstået på grund af inaktivitet under flyveturen. Den 20. november 2012 fik han en blodprop i benet igen. Dette skete om natten, da han fik en stærk smerte i benet – en vagtlæge sendte ham til ultralydsscanning og udskrev en omgang blodfortyndende medicin.

## Filmografi

### Film
| År   | Film                                | Rolle                   |
| ---- | ----------------------------------- | ----------------------- |
| 1991 | Høfeber                             | Hubert                  |
| 1996 | Krystalbarnet                       | Myrdal                  |
| 1997 | Hannibal og Jerry                   | Glarmesteren            |
| 1998 | Baby Doom                           | Max, IT-programmør      |
| 2001 | Flyvende farmor                     | Havnevagt ved Storebælt |
| 2001 | Et rigtigt menneske                 | Walther, Lisas far      |
| 2006 | Sprængfarlig bombe                  | Tom Frej                |
| 2006 | Der var engang en dreng             | Snehvides vejservice    |
| 2008 | Flammen & Citronen                  | Winther                 |
| 2009 | Monsterjægerne                      | Tom                     |
| 2010 | Min søsters børn vælter Nordjylland | Onkel Erik              |
| 2012 | Min søsters børn alene hjemme       | Onkel Erik              |
| 2012 | Kufferten                           | Officer                 |
| 2013 | Min søsters børn i Afrika           | Onkel Erik              |
| 2017 | Så længe jeg lever                  | Meisner                 |
| 2019 | Last Christmas                      | The Dane                |

### TV-serier
| År        | TV-serie                          | Rolle                                                                                           |  |
| --------- | --------------------------------- | ----------------------------------------------------------------------------------------------- |  |
| 1993      | Sonic The Hedgehog (SATAM)        | Sonic The Hedgehog                                                                              |  |
| 1994      | Frihedens skygge                  | Frank Søndergaard                                                                               |  |
| 1994-1997 | TV 10                             | Vært / Score-Kaj                                                                                |  |
| 1994      | Riget I                           | Mogens "Mogge" Moesgaard                                                                        |  |
| 1996      | Charlot og Charlotte              | Journalist                                                                                      |  |
| 1997      | Riget II                          | Mogens "Mogge" Moesgaard                                                                        |  |
| 1997-1999 | TAXA                              | Andreas Lund-Andersen - Chauffør                                                                |  |
| 2000-2001 | Skjulte spor                      | Jonas Kjærgaard                                                                                 |  |
| 2001      | Rejseholdet                       | Bagger                                                                                          |  |
| 2002-2003 | Nikolaj og Julie                  | Nikolaj Bergstrøm - Reklamemand                                                                 |  |
| 2006-2008 | Anna Pihl                         | Jan - Anna's udlejer                                                                            |  |
| 2010-2013 | Borgen                            | Michael Laugesen - chefredaktør på Ekspres (tidligere formand for Arbejderpartiet), 15 episoder |  |
| 2012      | Forbrydelsen III                  | Tage Steiner                                                                                    |  |
| 2013      | Tatort                            | Hr. Kviesgaard                                                                                  |  |
| 2019      | Badehotellet                      | Professor Bach-Olsen, sæson 6, 3 afsnit                                                         |  |
| 2016-2019 | Bedrag                            | Finansminister                                                                                  |  |
| 2019      | Den som dræber – Fanget af mørket | Møller Thomsen "MT"                                                                             |  |
| 2019-2025 | Sommerdahl                        | Dan Sommerdahl                                                                                  |  |
| 2019      | Ein Sommer (ARD)                  | Arne                                                                                            |  |
| 2019-2020 | Unter anderen Umständen (ZDF)     | Johan Ohlsen, 2 afsnit                                                                          |  |

### Stemmer
| År        | Film              | Rolle                             |
| --------- | ----------------- | --------------------------------- |
| 1993-1996 | Motormus fra Mars | Vinnie den hvide mus              |
| 1994      | Svaneprinsessen   | Søpapegøjen Lunde                 |
| 1995      | Pocahontas        | Wiggins - Ratcliffes tjener       |
| 1998      | Græsrødderne      | Flik - opfindermyre               |
| 2002      | Lilo & Stitch     | Pleakley - dr. Jumbas enøjede ven |
| 2015      | Big Hero 6        | Baymax                            |

Vært
- Boom Boom (2005) – DR
- 4-Stjerners Middag (speaker) – Kanal 5
- MGP 2011 – DR
- Quiz og Kærlighed – DR
- Min mand kan (med Marie Egede) – Kanal 5